# Saint-Martin-la-Méanne
Saint-Martin-la-Méanne is een gemeente in het Franse departement Corrèze (regio Nouvelle-Aquitaine) en telt 359 inwoners (2004). De plaats maakt deel uit van het arrondissement Tulle.

## Geografie
De oppervlakte van Saint-Martin-la-Méanne bedraagt 27,8 km², de bevolkingsdichtheid is 12,9 inwoners per km².
De onderstaande kaart toont de ligging van Saint-Martin-la-Méanne met de belangrijkste infrastructuur en aangrenzende gemeenten.

## Demografie
Onderstaande figuur toont het verloop van het inwonertal (bron: INSEE-tellingen).